# Wielościany Catalana
Wielościany Catalana (bryły Catalana) – wielościany dualne do wielościanów archimedesowych. Wielościan dualny powstaje przez zastąpienie każdej ściany wierzchołkiem, a każdego wierzchołka ścianą.
Wszystkie wielościany są wypukłe. Ich grupy symetrii są przechodnie ze względu na ściany, ale nieprzechodnie ze względu na wierzchołki. Jest tak, ponieważ dualne do nich wielościany archimedesowe mają grupy symetrii przechodnie ze względu na wierzchołki i nieprzechodnie ze względu na ściany. W przeciwieństwie do brył platońskich i brył archimedesowych, ściany brył Catalana nie są wielokątami foremnymi. Ponadto dwie z brył Catalana mają grupy symetrii przechodnie ze względu na krawędzie: dwunastościan rombowy i trzydziestościan rombowy.
Dwa z wielościanów Catalana są chiralne: dwudziestoczterościan pięciokątny i sześćdziesięciościan pięciokątny, dualne do chiralnych brył Archimedesa: sześcio-ośmiościanu przyciętego i dwudziesto-dwunastościanu przyciętego.
Nazwa pochodzi od nazwiska belgijskiego matematyka Eugèna Charlesa Catalana.
| Nazwa(s)                          | Rysunek obrotowy bryły                                               | Siatka | Wielościan dualny (bryła Archimedesa) | Ściany | Krawędzie | Wierzchołki | Konfiguracja ścian              | Symetria              |
| --------------------------------- | -------------------------------------------------------------------- | ------ | ------------------------------------- | ------ | --------- | ----------- | ------------------------------- | --------------------- |
| czworościan potrójny              | Triakis tetrahedron                                                  |        | czworościan ścięty                    | 12     | 18        | 8           | trójkąt równoramienny V3.6.6    | {\displaystyle T_{d}} |
| dwunastościan rombowy             | Dwunastościan rombowy                                                |        | sześcio-ośmiościan                    | 12     | 24        | 14          | Romb V3.4.3.4                   | {\displaystyle O_{h}} |
| ośmiościan potrójny               | Triakis octahedron                                                   |        | sześcian ścięty                       | 24     | 36        | 14          | trójkąt równoramienny V3.8.8    | {\displaystyle O_{h}} |
| sześcian poczwórny                | Tetrakis hexahedron                                                  |        | ośmiościan ścięty                     | 24     | 36        | 14          | trójkąt równoramienny V4.6.6    | {\displaystyle O_{h}} |
| dwudziestoczterościan deltoidowy  | Deltoidal icositetrahedron                                           |        | sześcio-ośmiościan rombowy mały       | 24     | 48        | 26          | Deltoid V3.4.4.4                | {\displaystyle O_{h}} |
| ośmiościan szóstkowy              | Disdyakis dodecahedron                                               |        | sześcio-ośmiościan ścięty             | 48     | 72        | 26          | trójkąt różnoboczny V4.6.8      | {\displaystyle O_{h}} |
| dwudziestoczterościan pięciokątny | Pentagonal icositetrahedron (Ccw) · Pentagonal icositetrahedron (Cw) |        | sześcio-ośmiościan przycięty          | 24     | 60        | 38          | pięciokąt nieforemny V3.3.3.3.4 | {\displaystyle O}     |
| trzydziestościan rombowy          | Rhombic triacontahedron                                              |        | dwudziesto-dwunastościan              | 30     | 60        | 32          | Romb V3.5.3.5                   | {\displaystyle I_{h}} |
| dwudziestościan potrójny          | Triakis icosahedron                                                  |        | dwunastościan ścięty                  | 60     | 90        | 32          | trójkąt równoramienny V3.10.10  | {\displaystyle I_{h}} |
| dwunastościan piątkowy            | Pentakis dodecahedron                                                |        | dwudziestościan ścięty                | 60     | 90        | 32          | trójkąt równoramienny V5.6.6    | {\displaystyle I_{h}} |
| sześćdziesięciościan deltoidalny  | Deltoidal hexecontahedron                                            |        | dwudziesto-dwunastościan rombowy mały | 60     | 120       | 62          | deltoid V3.4.5.4                | {\displaystyle I_{h}} |
| dwudziestościan szóstkowy         | Disdyakis triacontahedron                                            |        | dwudziesto-dwunastościan ścięty       | 120    | 180       | 62          | trójkąt różnoboczny V4.6.10     | {\displaystyle I_{h}} |
| sześćdziesięciościan pięciokątny  | Pentagonal hexecontahedron (Ccw) · Pentagonal hexecontahedron (Cw)   |        | dwudziesto-dwunastościan przycięty    | 60     | 150       | 92          | pięciokąt nieforemny V3.3.3.3.5 | {\displaystyle I}     |